# Wettsteinia
Wettsteinia es un género de musgos hepáticas del orden Jungermanniales. Comprende 4 especies descritas y de estas, solo 3 aceptadas:

## Taxonomía
El género fue descrito por Victor Felix Schiffner y publicado en Annales du Jardin Botanique de Buitenzorg Suppl. 2: 44. 1898. La especie tipo es: W. inversa (Sande-Lacoste) Schiffner (=Plagiochila inversa Sande-Lacoste) 

## Especies
- Wettsteinia densiretis (Herzog) Grolle
- Wettsteinia inversa (Sande Lac.) Schiffner
- Wettsteinia rotundifolia (Horik.) Grolle